# Abydosaurus mcintoshi
Abydosaurus mcintoshi ("lagarto de Abidos de John S. McIntosh") es la única una especie conocida del género extinto Abydosaurus de dinosaurio saurópodo braquiosáurido que vivió a mediados del período Cretácico, hace 105 millones de años durante el Albiense en lo que es hoy Norteamérica. La especie tipo, A. mcintoshi fue nombrada en 2010 por Daniel Chure y colegas, en honor del paleontólogo John S. ("Jack") McIntosh, profesor emérito de física de la Universidad de Wesleyan, por sus contribuciones al estudio de los saurópodos, y está basado en los restos catalogados como DINO 16488, hallados en el Monumento Nacional Dinosaurio.
Se conocen 4 cráneos de este dinosaurio, 2 de ellos muy completos, todos ellos son de aproximadamente del mismo tamaño, de unos 50 cm de largo y 25 de alto. La gran cantidad de calaveras fósiles es inusual entre los dinosaurios y en especial dentro de los saurópodos ya que rápidamente de separan del cuello y son destruidos. El dinosaurio medía aproximadamente 25 metros de largo, 6,5 de alto y pesaba 25 toneladas. Aunque Abydosaurus vivió cerca de 45 millones de años después de Giraffatitan, los cráneos de ambos géneros son similares excepto por los dientes más estrechos y afilados, que contrastan con los anchos dientes de los braquiosáuridos anteriores, y la nariz más pequeña de Abydosaurus. Abydosaurus puede ser diferenciado de otros saurópodos, incluyendo a Giraffatitan, por rasgos sutiles del hueso nasal y de los huesos maxilares, sus fosas nasales externas relativamente pequeñas, y algunas características de los dientes.
Este género de saurópodo es uno de los pocos del cual que se conservan fósiles del cráneo además de restos postcraneales, incluyendo cráneos parciales de tres individuos adicionales, una pelvis parcial y vértebras asociadas de la cola, una escápula, un húmero y  huesos de la mano (metacarpos), descubiertos en las areniscas del Miembro Mussentuchit de la Formación Montaña Cedar, en el noreste de Utah, Estados Unidos, cerca del río Green. zircones en las arenisca y la lodolita subyacente indican una edad de 104.46 ± 0.95 millones de años, en la época del Albiense del Cretácico Inferior. No sólo es uno de los pocos saurópodos de los que se conserva restos craneales, sino que constituye el primer cráneo de saurópodo completo descubierto en América. 
El nombre hace referencia a Abidos, el lugar donde mitológicamente se conservaron el cráneo y el cuello del dios Osiris. El holotipo de Abydosaurus consiste principalmente en el cráneo, la mandíbula y las cuatro primeras vértebras.